# Amazing Grace
Cudowna Boża łaska (ang. Amazing Grace, dosł. Zdumiewająca łaska) – angielska chrześcijańska pieśń religijna (hymn) autorstwa Johna Newtona. Pierwszy raz ukazała się w druku w książce Olney Hymns w 1779 roku. Na przestrzeni lat stała się jednym z najpopularniejszych hymnów patriotycznych w Stanach Zjednoczonych.
Popularność pieśni znacząco wzrosła w latach 60. XX wieku, do czego przyczyniła się jej obecność na ścieżce dźwiękowej popularnego filmu zatytułowanego Restauracja Alicji oraz hitowy singel z utworem wydany przez piosenkarkę Judy Collins. Wersja instrumentalna, nagrana przez wojskową orkiestrę Royal Scots Dragoon Guards, osiągnęła w roku 1972 pierwsze miejsce na brytyjskich listach najpopularniejszych singli.
W Stanach Zjednoczonych pieśń była często wykonywana podczas uroczystości żałobnych po zamachach terrorystycznych 11 września 2001 roku.
Amerykańska stacja telewizyjna PBS poświęciła pieśni specjalny godzinny film dokumentalny, który znalazł się wśród programów telewizyjnych o największej oglądalności w historii tej stacji.

## Popularność w Polsce
W Polsce Cudowna Boża łaska należy do najpopularniejszych pieśni śpiewanych w Kościołach protestanckich (zarówno ewangelickich, jak i ewangelicznych). Na język polski przetłumaczona została bezpośrednio z angielskiego przez protestancką tłumaczkę – Adelę Bajko. Pieśń znalazła się w zawartości większości polskich śpiewników protestanckich, m.in. Śpiewniku Pielgrzyma (Zjednoczony Kościół Ewangeliczny), Śpiewajmy Panu (Kościół Adwentystów Dnia Siódmego), Kancjonale Ewangelicko-Metodystycznym, Głosie Wiary (Kościół Chrześcijan Baptystów) i Śpiewniku Ewangelickim.
W Kościele katolickim do tej samej melodii śpiewa się pieśń Nim świt obudzi noc
– słowa ks. Zbigniew Łebka.

## Historia powstania tekstu
John Newton miał za sobą wyjątkowo burzliwą i ciężką młodość. Zaciągnął się do marynarki, skąd wkrótce zdezerterował, za co został surowo ukarany i wyrzucony ze służby. Służył potem u handlarzy niewolników, gdzie był okrutnie wykorzystywany. Uratowany przez znajomego swego ojca w wieku 23 lat sam został handlarzem niewolników. W późniejszym życiu porzucił to zajęcie i został anglikańskim duchownym, a pod koniec życia stał się zdeklarowanym przeciwnikiem niewolnictwa.
Według często powtarzanej legendy Newton miał napisać słowa hymnu po przeżyciu silnego sztormu, w jaki wpadł jego statek, w podziękowaniu za uratowanie życia. Według niektórych wersji legendy przeżycie to miało spowodować, że Newton uwolnił przewożonych niewolników. Faktem jest, że w roku 1748 Newton istotnie przeżył silny sztorm, w którym omal nie zginął, i przeżycie to stało się początkiem jego religijnego nawrócenia. Jednak jeszcze przez kilka następnych lat zajmował się handlem niewolnikami, sam tekst Amazing Grace powstał zaś wiele lat później, najprawdopodobniej w roku 1772. Łaską, o której mowa w hymnie, nie jest samo uratowanie życia na morzu, lecz cała historia religijnego nawrócenia autora.
Tekst został pierwszy raz opublikowany w zbiorze Olney Hymns, napisanym wspólnie z Williamem Cowperem i wydanym w roku 1779. Oryginalnie nosił tytuł Faith’s Review and Expectation, jednak znany stał się pod tytułem utworzonym z pierwszych słów tekstu.

## Melodia
Jak wiele kościelnych hymnów, Amazing Grace śpiewany był do różnych melodii. Ta najsilniej z nim kojarzona, to New Britain, melodia nieznanego kompozytora z początku XIX wieku, powstała prawdopodobnie na podstawie szkockiej lub irlandzkiej piosenki ludowej. Amazing Grace z tą melodią pierwszy raz pojawia się w śpiewniku Southern Harmony z 1835 roku. Obecnie asocjacja jest tak silna, że sama melodia bywa często niepoprawnie tytułowana jako „Amazing Grace”.
Współcześnie, szczególnie na Wyspach Brytyjskich, melodia ta często wykonywana jest na dudach i silnie kojarzona z tym instrumentem.
Amazing Grace, nagranie z roku 1922ⓘ
Wersja organowaⓘ
Hymn bywa jednak nadal śpiewany z inną muzyką.
Pieśń nagrało, bądź wykonywało na koncertach wielu znanych artystów, m.in. Louis Armstrong, Elvis Presley, The Blind Boys of Alabama, Janis Joplin, Aretha Franklin, Yes, Joan Baez, Johnny Cash, Rod Stewart, Victor Wooten czy Zbigniew Wodecki. Serwis allmusic.com ma skatalogowane ponad 1800 nagrań tego utworu.

## Literatura dodatkowa
- Steve Turner: Amazing Grace: The Story of America’s Most Beloved Song. New York: HarperCollins, 2003. ISBN 0-06-000219-0. Brak numerów stron w książce